# Estrongílides
Els estrongílides (Strongylida) són un ordre de nematodes de la classe dels secernentis (Secernentea). Són paràsits de vertebrats, i també l'ésser humà. Entre els trets que caracteritzen els estrongílides hi ha la faringe cilíndrica, una càpsula bucal quitinosa ben formada i presència de bursa en els mascles.
La família més destacada són els ancilostomàtids (Ancylostomatidae), que inclou Ancylostoma duodenale, nematodes de quasi 2 cm de llargada que són paràsits de l'ésser humà, en el qual provoquen l'anèmia dels minaires (ancilostomosi), d'una gran incidència als països tropicals; una altra espècie pròxima, Necator americanus, té importància als continents americà i africà.